# جهان أباد غورك (بابويي)
جهان أباد غورك (بالفارسية: جهان‌آباد غورک) هي قرية تقع في إيران في قسم بابويي الريفي.